# Lay-Saint-Christophe
Lay-Saint-Christophe é uma comuna francesa na região administrativa de Grande Leste, no departamento de Meurthe-et-Moselle. Estende-se por uma área de 11,59 km². Em 2010 a comuna tinha 2 470 habitantes (densidade: 213,1 hab./km²).